# Mihai Șubă
Mihai Șubă (nascut l'1 de juny de 1947 a Bucarest, Romania), és un jugador, escriptor, i teòric dels escacs romanès, que té el títol de Gran Mestre. La FIDE li va atorgar el títol de Mestre Internacional el 1975 i el de Gran Mestre Internacional el 1978. Fou Campió del món sènior el 2008, i Campió d'Europa sènior el 2011.
A la llista d'Elo de la FIDE de desembre de 2014, hi tenia un Elo de 2336 punts, cosa que en feia el jugador número 73 (en actiu) de Romania. El seu màxim Elo en els darrers 20 anys va ser de 2550 punts, a la llista de juliol de 1998 (posició 203 al rànquing mundial). Segons chessmetrics, el seu màxim nivell el mostrà el 1983 quan era 30è al rànquing mundial.

## Resultats destacats en competició
Ha guanyat el Campionat de Romania tres cops, els anys 1980, 1981 i 1985. Va començar a destacar el 1982 quan va acabar segon, darrere Zoltán Ribli, al torneig de Băile Herculane. A l'Interzonal de Las Palmas 1982 hi fou tercer, darrere Ribli i l'excampió del món Vassili Smislov, perdent per poc la classificació pels Matxs de Candidats. Șubă fou primer al fort torneig de Dortmund de 1983, i empatà al primer lloc a Praga 1985 i Timişoara 1987. L'agost de 1988, va demanar asil polític a la Gran Bretanya, i va jugar representant Anglaterra al Campionat d'Europa per equips de 1989, tot i que va començar a jugar novament representant Romania el 1992. El 1995 va guanyar la 15a edició de l'Obert Vila de Benasc. Obtingué el tercer lloc a l'obert de Balaguer de 2004 (el campió fou Ramón Mateo).
El 2017 es fou tercer al Campinat d'Espanya de veterans, a Altea, prova que va guanyar Emili Simón.

### Controvèrsia al Campionat del món sènior de 2008
Șubă fou protagonista d'una controvèrsia al Campionat del món d'escacs sènior de 2008, quan Larry Kaufman fou proclamat vencedor als tie break per davant de Șubă, en segon lloc. Resultava que el sistema de desempat per tie break que es va fer servir, equivocadament interpretat com a obligatori per la FIDE, no coincidia amb el que havia publicat l'organització, que era el vàlid d'acord amb les noves normatives, que tenien la força d'un contracte.
Subseqüentment, Șubă i Kaufman foren declarats retroactivament guanyadors conjunts del campionat, en una reunió de la mesa presidencial de la FIDE de març de 2009 (amb Kaufman mantenint la seva promoció a Gran Mestre).

### Escriptor d'escacs
Șubă és l'autor del popular llibre Dynamic Chess Strategy (Estratègia dinàmica en escacs) (Pergamon Press, 1991, ISBN 0-08-037141-8)
i de la monografia The Hedgehog (B.T. Batsford Ltd, 2000, ISBN 0-7134-8696-1)